# Oprawca Żab
Oprawca Żab – w Zielone Święta, jedna z postaci w orszaku Zielonego Króla, obok Sędziego i Herolda. Kat-Błazen, który w czasie ceremonii wiesza na szubienicy żaby. Ma stary, zardzewiały miecz i dosiada nędznej szkapy. W innej wersji tego obrzędu Król, w udawanym procesie, wydaje wyrok na żabę, która zostaje ścięta przez Oprawcę.
Różne wariacje tej ceremonii występowały w krajach niemieckojęzycznych, m.in. w okolicach Pilzna i Plas. W Pilźnie ścinano żabę z cukru, którą następnie zjadano.
Sir James George Frazer pisze o obrzędowym zabijaniu żab jako o europejskim sposobie na sprowadzanie deszczu.